# Piletocera albiventralis
Piletocera albiventralis là một loài bướm đêm trong họ Crambidae.